# Pinciná
Pinciná, ungarisch Pinc ist eine Gemeinde im Süden der Slowakei mit 199 Einwohnern (Stand 31. Dezember 2024). Sie gehört zum Okres Lučenec, einem Kreis des Banskobystrický kraj, und ist zugleich Teil der traditionellen Landschaft Novohrad.

## Geographie
Die Gemeinde befindet sich inmitten des Talkessels Lučenská kotlina, einer Untereinheit der Juhoslovenská kotlina, auf der linksufrigen Flurterrasse des Ipeľ. Das Ortszentrum liegt auf einer Höhe von 190 m n.m. und ist acht Kilometer von Lučenec entfernt.
Nachbargemeinden sind Kalinovo im Norden, Nové Hony im Osten, Buzitka und Nitra nad Ipľom im Südosten, Boľkovce im Süden und Lučenec im Westen.

## Geschichte

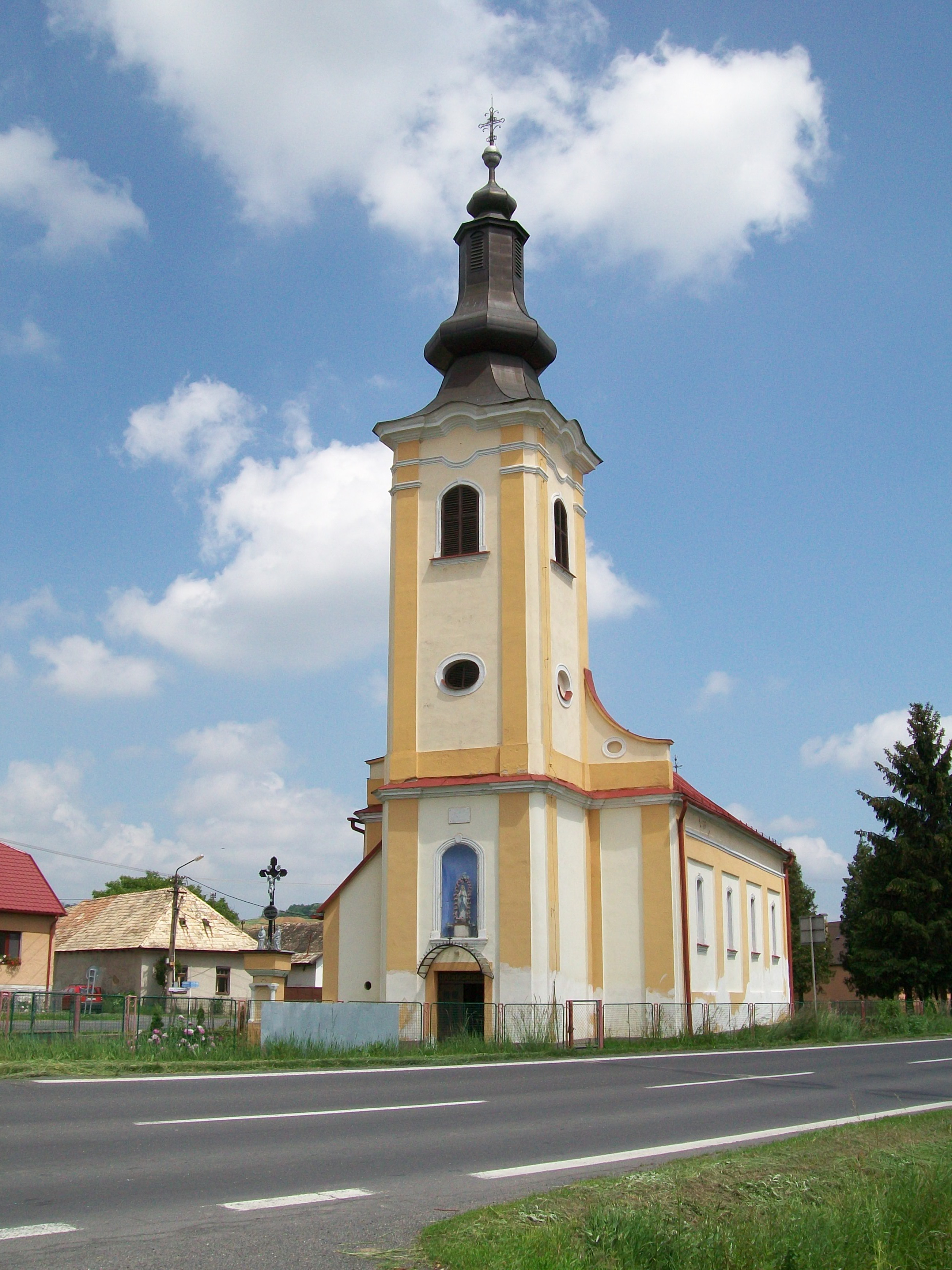
Kirche in Pinciná

Pinciná wurde zum ersten Mal 1326 als Pynch schriftlich erwähnt. 1573 war das Dorf Besitz mehrerer landadliger Familien. Die Untertanen besaßen das Fischrecht am Fluss Ipeľ und verkauften den Fang an den Märkten in Lučenec und Fiľakovo. 1828 zählte man 56 Häuser und 598 Einwohner, die als Landwirte beschäftigt waren. Es gab eine Mühle am Ipeľ, eine Ziegelei sowie einen Landsitz der Familie Károlyi, später Baross. 1830 fiel der Ort einem verheerenden Brand zum Opfer.
Bis 1918/1919 gehörte der im Komitat Neograd liegende Ort zum Königreich Ungarn und kam danach zur Tschechoslowakei beziehungsweise heute Slowakei. Auf Grund des Ersten Wiener Schiedsspruchs lag er von 1938 bis 1945 noch einmal in Ungarn. Von 1988 bis 1990 war Pinciná Teil der Stadt Lučenec.

## Bevölkerung
| Jahr                | 1994 | 2004    | 2014    | 2024     |
| ------------------- | ---- | ------- | ------- | -------- |
| Anzahl der Personen | 261  | 245     | 249     | 199      |
| Unterschied         |      | −6,13 % | +1,63 % | −20,08 % |

| Jahr                | 2023 | 2024    |
| ------------------- | ---- | ------- |
| Anzahl der Personen | 197  | 199     |
| Unterschied         |      | +1,01 % |

Gemäß der Volkszählung 2011 wohnten in Pinciná 245 Einwohner, davon 138 Slowaken, 85 Magyaren und ein Serbe. 21 Einwohner machten keine Angabe zur Ethnie.
211 Einwohner bekannten sich zur römisch-katholischen Kirche, fünf Einwohner zur Evangelischen Kirche A. B. sowie jeweils ein Einwohner zur griechisch-katholischen Kirche, zur orthodoxen Kirche und zur reformierten Kirche. Zwei Einwohner waren konfessionslos und bei 24 Einwohnern wurde die Konfession nicht ermittelt.

## Bauwerke und Denkmäler
- römisch-katholische Allerheiligenkirche aus dem Jahr 1900
- aufgelassene mittelalterliche Kirche (aus dem 12. und 13. Jahrhundert)

## Verkehr
Durch Pinciná führt die Straße 1. Ordnung 16 (E 58, E 571) zwischen Lučenec und Rimavská Sobota.